# Madanpur
Madanpur (en népalais : मदानपुर) est un comité de développement villageois du Népal situé dans le district de Nuwakot. Au recensement de 2011, il comptait 8 862 habitants.